# Tankskib
Et tankskib er et specialskib indrettet til transport af flydende ladninger. Tankskibe indrettet til transport af råolie er blandt de største skibe i verden.
Tankskibe over 250.000 tons DW tonnage, betragtes generelt som supertankere.
Verdens første tankskib, Zoroaster, blev bygget i 1878 på Motala varv i Norrköping, Sverige.